# Romantisísmico
Romantisísmico es el undécimo álbum de estudio de la banda argentina Babasónicos. Fue lanzado a la venta el 20 de septiembre de 2013 en descarga digital y el 24 de septiembre de 2013 en forma física. El álbum fue lanzado bajo el sello discográfico Sony Music. Adrián Dárgelos definió Romantisísmico como «un álbum más bailable, directo y contundente». El álbum incluye principalmente el género rock, presenta además influencias fuertes de géneros como el rock alternativo y el rock argentino.
Como parte de la promoción, a partir de julio de 2013 fueron lanzados dos sencillos. El 9 de julio de 2013 se lanzó a la venta el primer sencillo del álbum que se tituló «La lanza». El sencillo se posicionó dentro del top 10 del chart de radio general en México. El video musical del tema fue grabado en Ámsterdam y dirigido por Juan Cabral. El 17 de septiembre de 2013 se lanzó a través de descarga digital el segundo sencillo del álbum, titulado «Los burócratas del amor». El 22 de octubre de 2013 se dio a conocer el video musical del sencillo, grabado en Buenos Aires y dirigido nuevamente por el argentino Juan Cabral.

## Composición y producción
El álbum fue grabado en febrero de 2013, producido por Andrew Weiss, mezclado por Phil Brown y grabado por Gustavo Iglesias. Fue grabado íntegramente en Juno, estudio ubicado en Parque Patricios y montado por la banda pocos años antes. Fue masterizado en abril de 2013 por Chris Gehringer en Nueva York. Durante una entrevista con la banda se explicó que el nombre del álbum surgió de una propuesta a modo de chiste del baterista Diego «Panza» Castellano que finalmente se convirtió en el nombre oficial del disco. Inicialmente se compusieron cuarenta y dos canciones de las cuales solo se eligieron doce. Tuñón explicó que «si bien los temas fueron creados como una entidad de un disco, también fueron pensados como unidades separadas».

«Creo que muchos ya no se preocupan por hacer un álbum completo. No piensan en los tiempos entre canciones, si hay un tema pegado o si tres temas forman un clima del disco. Me parece que es una época en que se escucha todo fragmentado, todo Rocola, vivimos en estado shuffle. Está bueno que nos preocupemos por la gente que presta atención. Para nosotros el disco es una obra en sí misma y tiene un ritmo propio».
Mariano Roger sobre la composición del álbum.

## Lanzamiento
El 9 de julio de 2013 se lanzó a la venta el primer sencillo, anunciándose a su vez que el álbum saldría a la venta el 24 de septiembre de 2013 en forma física. El 18 de septiembre de 2013 se anunció que el álbum se editaría en diecisiete países. Finalmente, el 20 de septiembre de 2013 se lanzó el álbum a través de descarga digital.
El mismo mes se anunció que se realizaría una serie de tres shows en Argentina para presentar el disco. El primer recital sería el 23 de noviembre en el Estadio Malvinas Argentinas, luego la banda actuaría en el Teatro Maipo el 3 de diciembre y finalmente el cierre de la trilogía sería con un show gratuito, del que todavía no se confirmó ni fecha ni locación. El 27 de septiembre de 2013 se realizó el lanzamiento oficial del álbum en la Plaza de la Música, Córdoba, Argentina. Se realizó un concierto ante unos cuatro mil espectadores.

## Sencillos
El 8 de julio de 2013, se compartió el audio del primer sencillo del álbum titulado «La lanza». Fue lanzado a la venta a través de descarga digital el 9 de julio de 2013. El video musical del tema fue grabado en Ámsterdam durante el mes de julio y dirigido por el argentino Juan Cabral. Fue estrenado en el canal VEVO de la banda el 16 de agosto de 2013.
El 9 de septiembre de 2013 se subió a la cuenta oficial de YouTube de la banda el audio del segundo sencillo, titulado «Los burócratas del amor» y el 17 de septiembre de 2013 fue lanzado a la venta. El 22 de octubre de 2013 se compartió en VEVO el video musical del tema grabado a modo de lyric video en blanco y negro, grabado en Buenos Aires bajo la dirección del argentino Juan Cabral.
Tras el lanzamiento del disco, el 12 de marzo de 2014 se lanzó «Aduana de palabras» como tercer sencillo del disco, cuyo videoclip muestra al cantante de la banda, Adrián Dárgelos, interpretando a una pantera negra recorriendo las calles de una ciudad. Éste también fue grabado en Buenos Aires y dirigido por Juan Cabral. Previamente, la banda había estrenado un lyric video como adelanto.
El cuarto sencillo del disco fue «Run run» el 27 de marzo de 2015. El videoclip fue también grabado bajo la dirección de Juan Cabral.
Para terminar con la saga del disco, se lanzó el videoclip de «Celofán» y el video se estrenó el 16 de mayo de 2015.

## Lista de canciones
- Edición estándar

| Romantisísmico |                           |                                      |          |  |
| N.º            | Título                    | Escritor(es)                         | Duración |  |
| 1.             | «La lanza»                | Adrián Dárgelos · Diego Rodríguez    | 3:10     |  |
| 2.             | «Aduana de palabras»      | Adrián Dárgelos · Diego Rodríguez    | 3:50     |  |
| 3.             | «El baile de Odín»        | Dárgelos · Rodríguez · Tuñón · Roger | 3:29     |  |
| 4.             | «Run run»                 | Dárgelos · Rodríguez · Tuñón         | 4:04     |  |
| 5.             | «Los burócratas del amor» | Adrián Dárgelos · Mariano Roger      | 4:01     |  |
| 6.             | «Negrita»                 | Dárgelos · Rodríguez · Tuñón         | 3:40     |  |
| 7.             | «Uso»                     | Dárgelos · Rodríguez · Tuñón         | 2:50     |  |
| 8.             | «Humo»                    | Adrián Dárgelos · Mariano Roger      | 4:15     |  |
| 9.             | «Casi»                    | Mariano Roger                        | 3:06     |  |
| 10.            | «Uno tres dos»            | Adrián Dárgelos · Mariano Roger      | 3:46     |  |
| 11.            | «Paisano»                 | Adrián Dárgelos · Diego Rodríguez    | 2:50     |  |
| 12.            | «Celofán»                 | Adrián Dárgelos · Diego Rodríguez    | 3:15     |  |
| 13.            | «La fama (bonus track)»   | Adrián Dárgelos · Diego Rodríguez    | 2:54     |  |
| 40:16          |                           |                                      |          |  |

## Posicionamiento

### Semanales
| País   | Chart    | Lista           | Mejor posición |
| 2013   | 2013     | 2013            | 2013           |
| ------ | -------- | --------------- | -------------- |
| México | AMPROFON | Top 20 Álbumes  | 6              |
| México | AMPROFON | Top 100 Álbumes | 10             |

### Mensuales
| País      | Chart | Lista           | Mejor posición |
| 2013      | 2013  | 2013            | 2013           |
| --------- | ----- | --------------- | -------------- |
| Argentina | CAPIF | Ranking mensual | 2              |

### Certificación
| País      | Organismo certificador | Certificación | Ventas certificadas | Ref.          |
| --------- | ---------------------- | ------------- | ------------------- | ------------- |
| Argentina | CAPIF                  | Oro           | 20 000              | [ 29 ] [ 40 ] |

## Premios
Premios Grammy Latinos 2014
| Premio                            | Trabajo        | Resultado |
| --------------------------------- | -------------- | --------- |
| Mejor álbum de música alternativa | Romantisísmico | Ganador   |
| Mejor canción alternativa         | «La lanza»     | Nominado  |

## Créditos y personal

### Personal
Créditos por Romantisísmico:
- Productores - Babasónicos, Andrew Weiss
- Mezcla - Phill Brown
- Ingeniero de grabación y mezcla - Gustavo Iglesias
- Masterización - Chris Gehringer
- Realización ejecutiva - Eduardo Rocca

## Historial de lanzamiento
- Edición estándar

| País                     | Fecha                    | Formato          | Discográfica |
| ------------------------ | ------------------------ | ---------------- | ------------ |
|                          | 20 de septiembre de 2013 | Descarga digital | Sony Music   |
| 24 de septiembre de 2013 | CD                       |                  | Sony Music   |